# Quartier Monconseil
Le quartier Monconseil est un quartier de la ville française de Tours, situé au nord de la Loire. Prévu pour être un écoquartier, il est en développement depuis 2007. Situé sur une ancienne emprise agricole, le site est progressivement acquis par la mairie de Tours entre 1980 et 2002. Après le développement du quartier des Deux-Lions, la ville décide la construction d'un quartier écologique sur le secteur au milieu des années 2000. À la base prévues pour être complètement achevées en 2016, les constructions ont été retardées par la crise économique de 2008.
En 2018, le site de 20 hectares est toujours en travaux mais la zone est désormais principalement urbanisée. Le quartier se caractérise principalement par des logements privés et sociaux, collectifs et individuels, dit « à haut rendement énergétique ». On trouve également un cœur marchant, une halle de quartier comprenant des installations sportives et un arrêt du tramway de Tours sur l'une des extrémités du quartier. Une église moderne est également érigée sur le site, ainsi que plusieurs jardins.
En 2018, le site comprend près de 1 100 logements et plus de 2 000 habitants, contre un objectif final de 1 800 logements et plus de 3 750 habitants. Il fait toutefois l'objet de critiques concernant certains objectifs ratés, notamment à propos de l’implantation de commerces et d'emplois que la ville avait promis nombreux. Les performances écologiques du quartier ont également été contestées et celui-ci a perdu son label en 2019.

## Origines
L’emplacement accueillant l'actuel quartier Monconseil comprenait auparavant des terres agricoles, surtout des champs de maïs. En 1968, la ville de Tours décrète une « zone d'aménagement différé » qui permet de geler le site en fixant sa valeur et empêchant sa revente, le temps pour la municipalité de déterminer le futur de cet espace. En 1984, le secteur est transformé en « zone d'aménagement concerté » pour permettre des études sur le site et déterminer les possibilités d'aménagements. Durant la même période, le maire de Tours Jean Royer demande à l'organisme d'habitations à loyer modéré de la ville Tours Habitat d'acquérir le secteur. De nombreux accords amiables ont lieu avec les propriétaires ainsi que deux expropriations sur les 90 acquisitions. 
Le premier plan d'aménagement de zone est décidé par le conseil municipal en 1988 mais les projets végètent un long moment, alors que la ville développe dès les années 1990 le nouveau quartier des Deux-Lions, à Tours-Sud. Une étude d'impact est lancée sur le site de Monconseil après l'élection de Jean Germain à la mairie de Tours, puis le plan d'aménagement de zone est modifié en 2006 afin de permettre le lancement des travaux d'un nouvel écoquartier. Des fouilles archéologiques sont menées entre 2007 et 2009 et démontrent une présence humaine sur le site depuis le IIIe siècle av. J.-C. avec la découverte de vestiges gaulois et gallo-romains,.

## Urbanisation

### Débuts

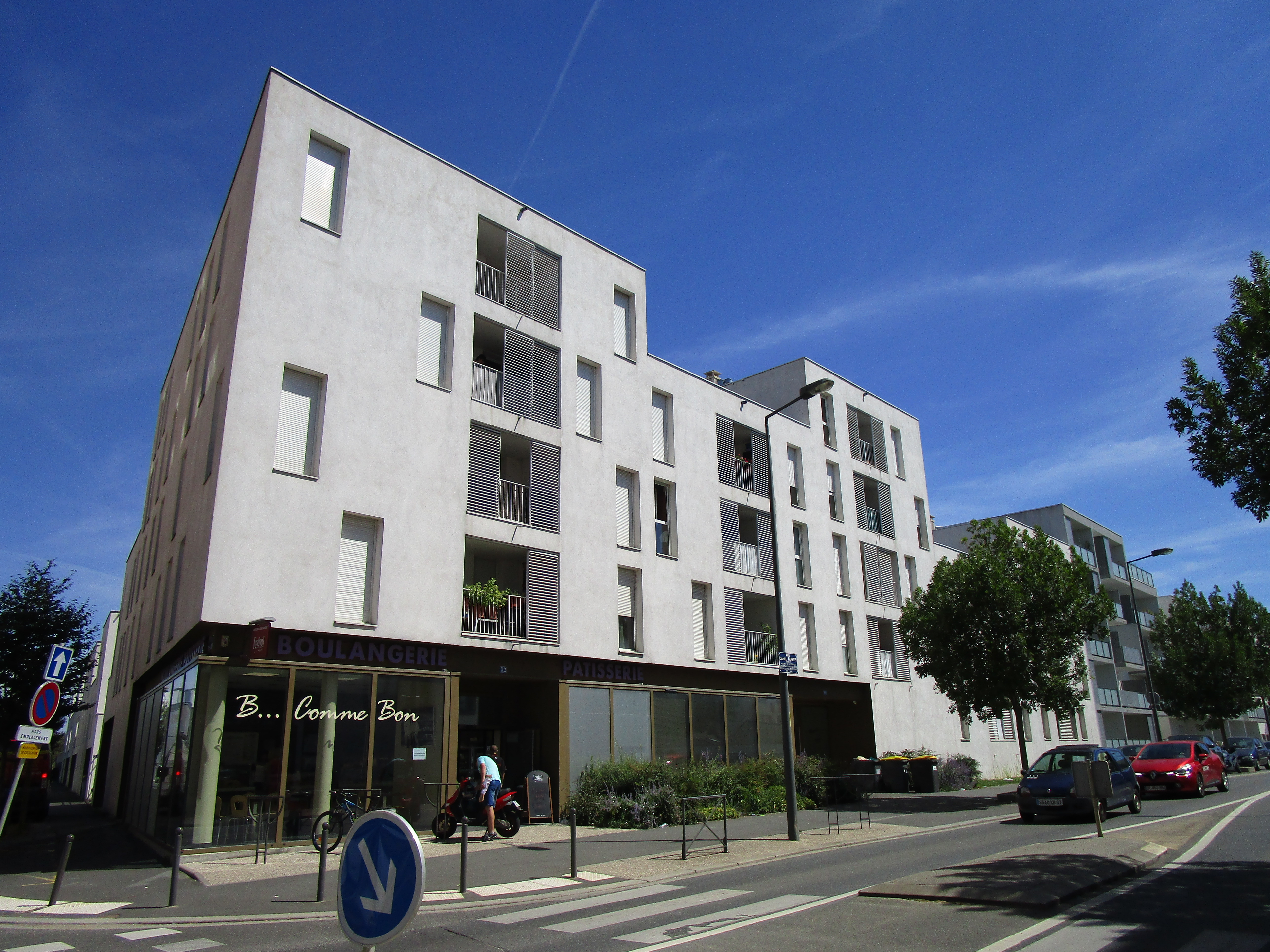
La résidence Petit Beauséjour.

Après l'approbation du projet par le conseil municipal en 2006, la commercialisation des sites à des promoteurs immobiliers commencent dès cette année. L'urbanisation du site débute en 2007 et le jardin de la Grenouillère de 1,2 hectare est le premier chantier terminé en 2009. Cependant, la crise économique de 2008 ralentit les projets et les ardeurs des promoteurs privés. 
Le premier bâtiment est inauguré en mars 2010. Il s'agit de la résidence du Petit Beauséjour, à proximité de l'entrée ouest du quartier, comprenant 32 logements sociaux appartenant à l'OPAC Tours Habitat. Cet immeuble a été financé dans le cadre d'un programme de réhabilitation du Sanitas en compensant la destruction en 2005 de la barre Theuriet dans ce quartier prioritaire. L'année 2011 voit la livraison complète du premier lot, qui comprend au total 215 logements, surtout collectifs, à l'ouest du quartier et au nord de la rue Daniel-Mayer. Un établissement d'hébergement pour personnes âgées dépendantes (EHPAD) dans le même secteur et une salle sportive appelée « halle Monconseil » au nord du quartier sont également inaugurés à ce moment-là.

### Développement du cœur

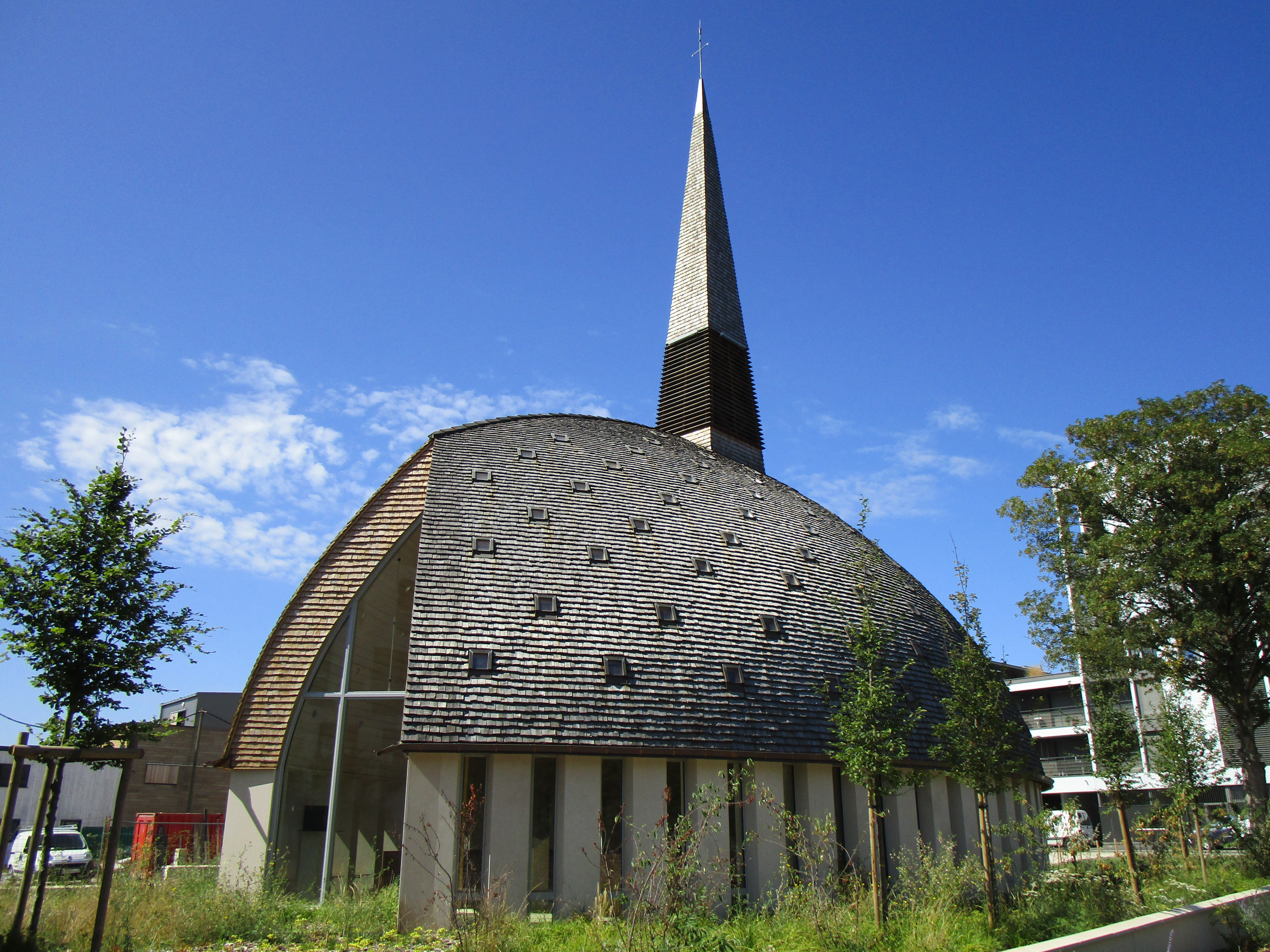
L'église Saint-Martin.

Le second lot est livré entre 2012 et 2013 et comprend plus de 300 logements surtout collectifs, à l'ouest du quartier, qui est alors presque intégralement urbanisé. Des logements individuels pavillonnaires, suite de maisons similaires avec façade partiellement en bois, sont également installés dans le sud du quartier. Les lots suivants comprennent de nouveau la construction de logements collectifs au centre, au sud puis enfin à l'est du quartier. En mai 2012, le jardin de la rue Lazareff voit le jour. Le 1er septembre 2013, le tramway de Tours est inauguré et dessert le quartier au nord, au niveau de la halle sportive. 
En 2016, le cœur commerçant du quartier est mis en service avec notamment des surfaces commerciales, dans le centre du quartier autour de la plus grande place, directement à l'ouest du jardin de la Grenouillère. L'ensemble compte également 117 appartements dont 54 en locatif social et le reste en accession aidée. En novembre 2017, l'église Saint-Martin est inaugurée, avec une capacité de 150 personnes et une hauteur de 20 mètres pour une superficie de 200 mètres carrés. Elle comprend un socle en béton et des piliers en pierre alors que son toit et son clocher sont en bois de pins et peuplier. En 2018, un ensemble de trois résidences sont ajoutées rue Monmousseau pour près de 100 logements, dont une résidence senior de 62 appartements et une résidence sociale.

### Fin du chantier en vue

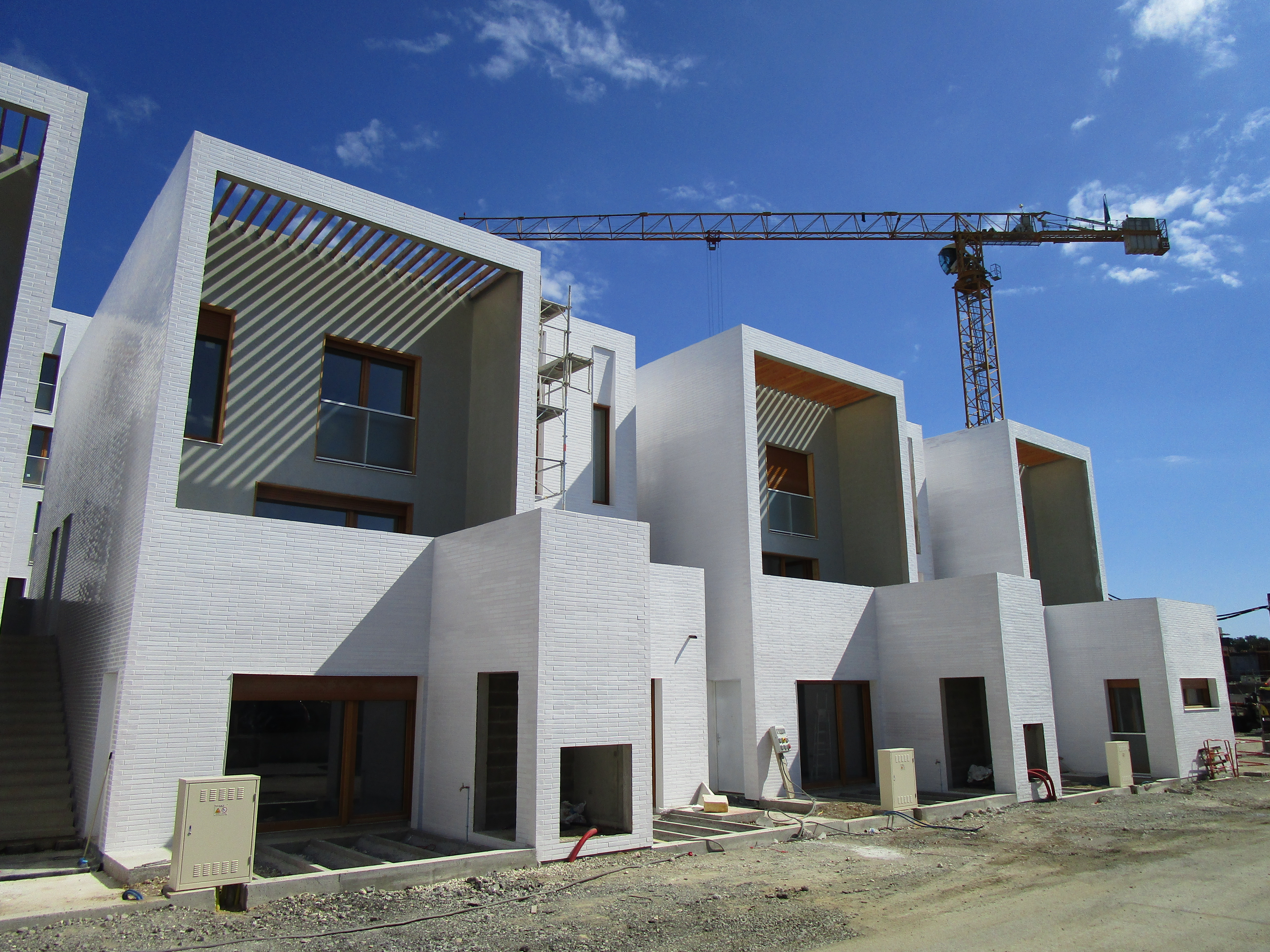
« Maisons » du Clos de la chapelle.

En 2019, les dernières constructions sont toujours en cours voir encore à l'état de projets dans le sud-est du quartier, témoignant du retard pris dans la réalisation du quartier qui devait être achevé en 2016. Le bailleur social inaugure le « Clos de la chapelle » avec deux immeubles et quatre maisons pour 52 logements en tout. Près de 200 logements privés sont également construits par des promoteurs cette année. Le groupe Valloire termine lui la dernière étape de son projet Villa Botania avec encore une centaine d'appartements en acquisition sociale à la propriété. 
Enfin, une fois ces projets terminés, six hectares seront encore vacants, soit presque un tiers de l'espace total. Cet espace est situé dans le nord du quartier, autour des voies du tramway. La société d'économie mixte Maryse-Bastié y prévoit l’implantation de 324 logements et 30 000 m2 de bureaux d'entreprises, entre le tramway et le boulevard du Maréchal Juin, tandis qu'un promoteur privé devrait y construite une centaine de logements à l'ouest du parc de la Grenouillère. Le nombre de logements prévus a ainsi été plusieurs fois revu à hausse depuis le début du projet, à 1 800 logements contre 1 200 initialement. En 2022, 90 logements sont livrés au pied de l'arrêt du tramway, rue Colette, en plus de 56 rue Marguerite Yourcenar répartis sur trois immeubles.

## Infrastructures

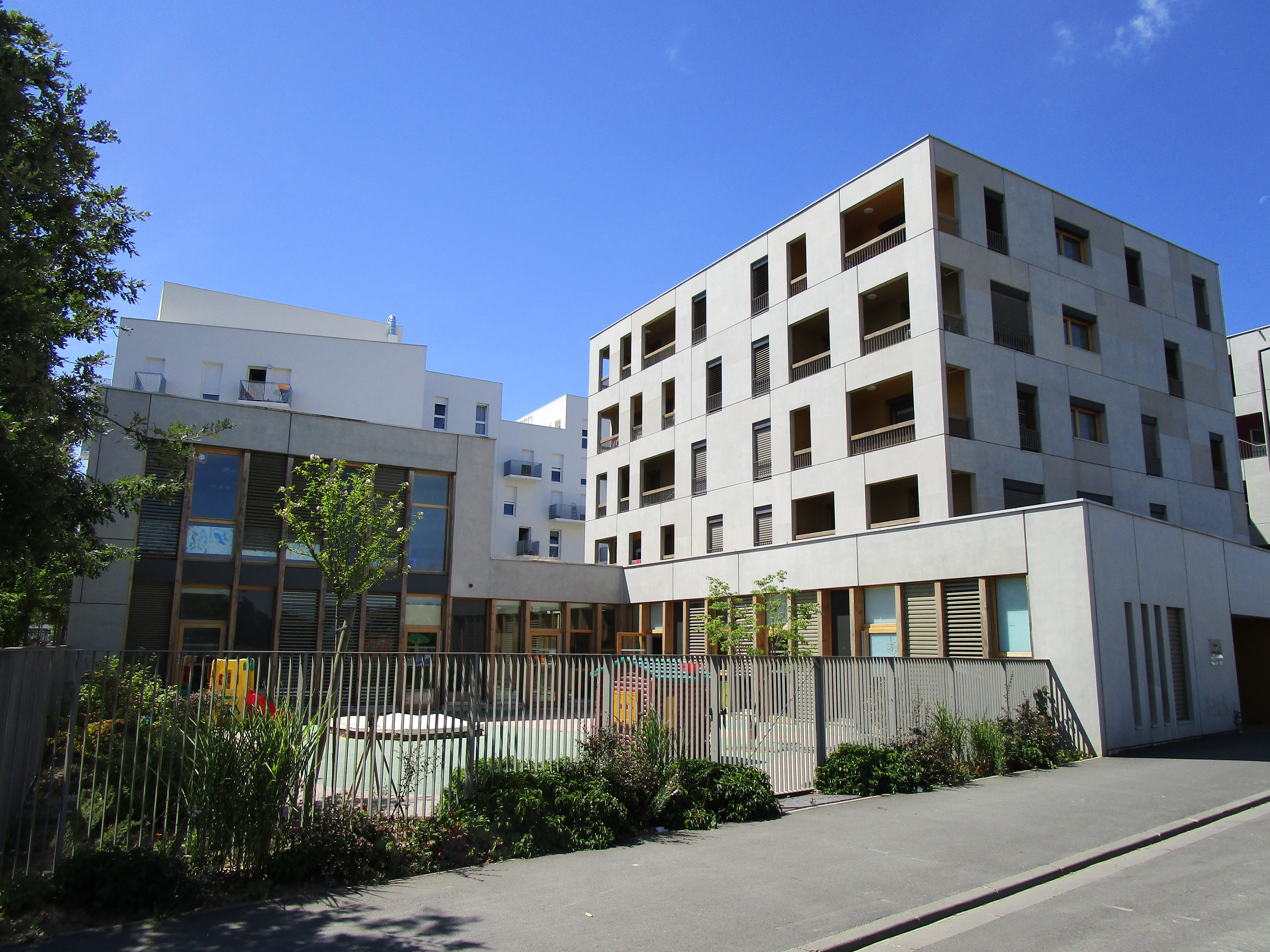
Résidence sociale La Grenouillère et espace pour la petite enfance.

### Services publics
Conçu dans le but de favoriser la mixité sociale, le quartier compte en 2016 près de 29 % de logements sociaux, principalement détenus par l'OPAC Tours Habitat, et devrait en compter à la fin des travaux entre 21 et 25 %. Le bailleur communal détient en effet les résidences du Petit Beauséjour, La Grenouillère (32 logements chacune), Daniel Mayer (28 logements), Clément Marot (36 logements), Clos de la chapelle (52 logements), ainsi qu'une grande partie du Carré Ligéris sur le cœur marchant (54 logements) et possède également avec sa filiale la SA Tourangelle les résidences Louis Aragon et Elsa Triolet qui réunissent 72 logements. 
Le quartier a également été conçu pour accueillir nombre de services publics. On y trouve en effet un établissement d'hébergement pour personnes âgées dépendantes (EHPAD) de 84 places, le foyer Colombier pour adultes handicapés avec 41 places, une maison départementale de la solidarité, une crèche de 53 places et un centre sportif appelé la « halle Monconseil ». Ce dernier compte un terrain de sports et des gradins de 1 000 personnes environ. Une église dont le clocher a été érigé en juillet 2017 est construite par le diocèse de Tours pour deux millions d'euros, dans l'est du quartier.

### Transports
Le quartier est surtout desservi par le tramway de Tours qui marque un seul arrêt au nord du quartier, entre la halle Monconseil et des terrains en friche censés accueillir des logements et des bureaux d'entreprises quand le projet sera achevé, d'ici 2024. La ligne de bus Fil bleu no 12 traverse elle le quartier d'est en ouest.

## Économie

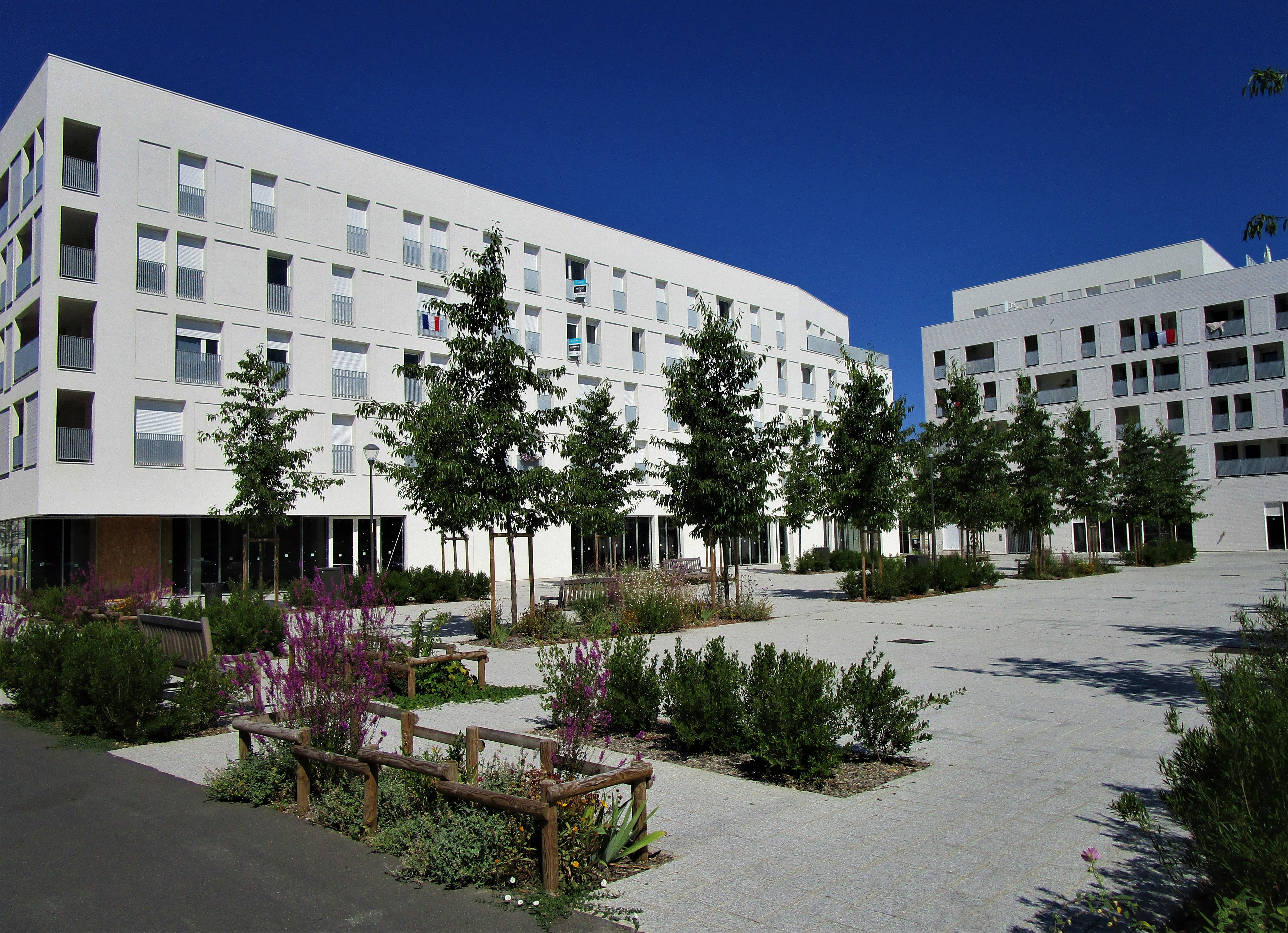
Le cœur marchant et ses pas-de-porte tous vacants, en août 2018.

Au total, près de 250 millions d'euros ont été investis dans le quartier, dont près de 22 millions par l'OPAC Tours Habitat et un million par la ville. En plus des quelques commerces sur la rue Daniel Mayer, le « cœur marchand de Monconseil » inauguré début 2017 sur la place Pierre Gandet se veut le poumon économique du quartier, avec un centre commercial de 1 200 m2 pouvant accueillir sept commerces et un supermarché,. Fin 2019, un Carrefour City et une pizzeria s'installent sur le site
Un pôle économique destiné à accueillir des bureaux d'entreprises est toujours en attente de construction au nord-est du quartier, au pied du tramway. L'objectif initial du projet promettait la création de 1 300 emplois.

## Critiques
Dès 2015, la population du quartier critique plusieurs problèmes dans la conception de Monconseil et le non-respect des objectifs affichés à ses débuts. Le manque de commerces de proximité concentre le plus de critiques, alors que le cœur commerçant n'a ouvert qu'en 2017 et que les entreprises ne se bousculent pas pour s'y implanter, seule une pharmacie s'étant installée sur les sept locaux disponibles deux ans plus tard,. En conséquence, les habitants dénoncent le côté « dortoir » voir « mort » du quartier. Le maire de Tours Serge Babary fustige également la vision architecturale de ses prédécesseurs avec une multiplication de « cubes beiges ». L'ensemble est également vu comme trop dense et peu cohérent sur le plan architectural. De plus l'offre de logements ne correspondrait pas à la demande, avec un manque de grands appartements pouvant accueillir des familles. Le prix élevé de l’acquisition est également pointé du doigt. De plus, la desserte en transports publics est finalement moyenne, le tramway de Tours ne passant qu'à un seul point extrême du quartier, au nord. Le quartier ne semble donc pas tenir ses promesses, en termes d'emplois, de services publics et de rapprochement de la population avec les commerces et infrastructures. 
Le quartier a également été critiqué car il serait en réalité « peu ambitieux du point de vue de l’environnement, et pas très cohérent au niveau de l’aménagement ». Le côté peu écologique a été pointé du doigt, alors que le quartier compte peu de panneaux solaires et toitures ou façades végétalisées. Pour la conseillère municipale Delagarde, Monconseil n'a même rien d'un écoquartier, à part le tramway. Pour le conseiller municipal écologiste David Chollet, les performances énergétiques du quartier sont moyennes, avec une baisse de consommation de « seulement 20 % » en moyenne et donc une absence d'habitat passifs. Le quartier laisse aussi une place importante aux voitures, avec peu de voies piétonnes et de larges parkings souterrains alloués aux résidents,. Ainsi, Monconseil perd son label écoquartier en 2019, au profit du « label biodiversité », la mairie ne souhaitant pas poursuivre la certification du quartier

## Galerie d'images

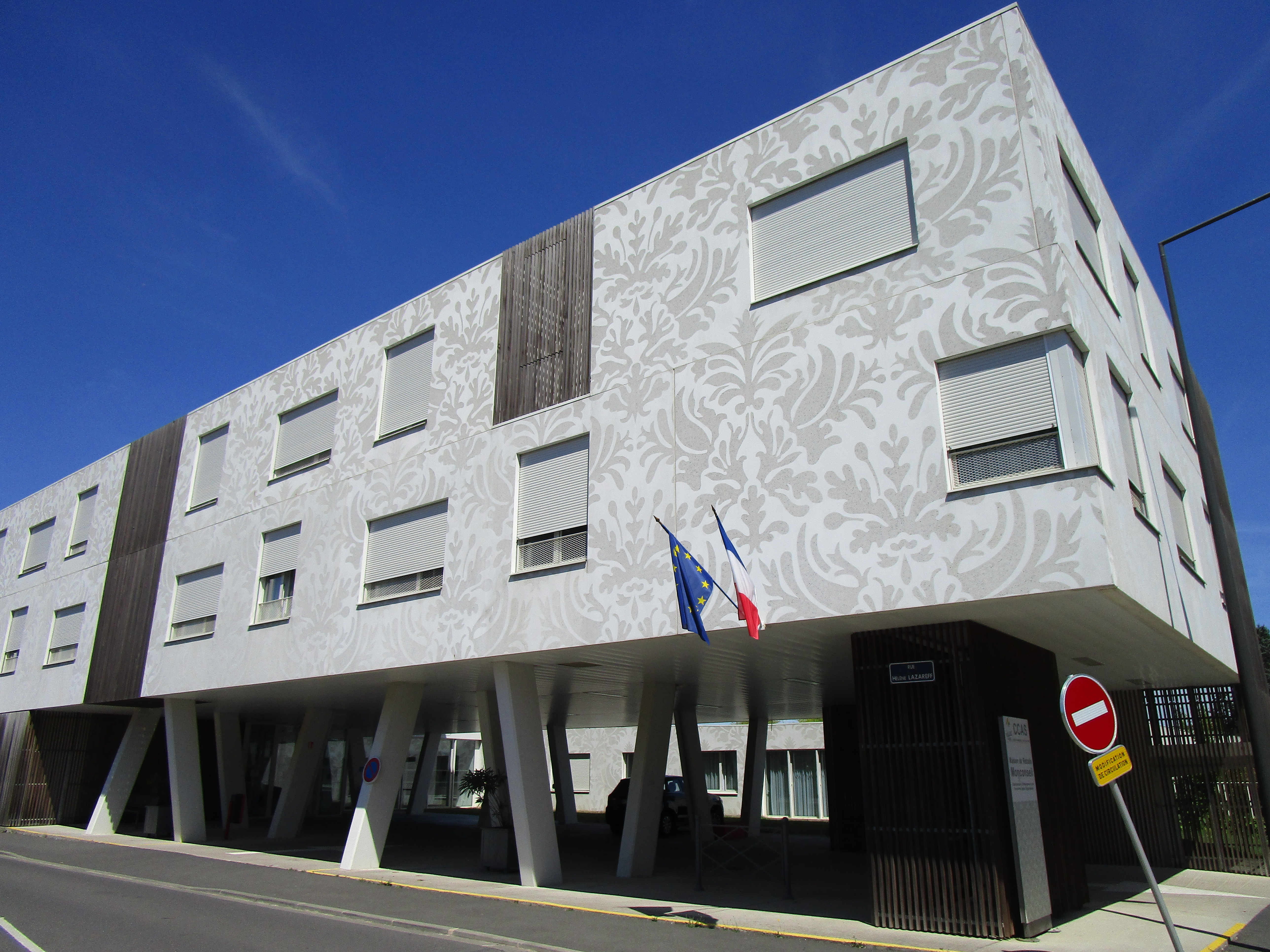
L'EHPAD de Monconseil.
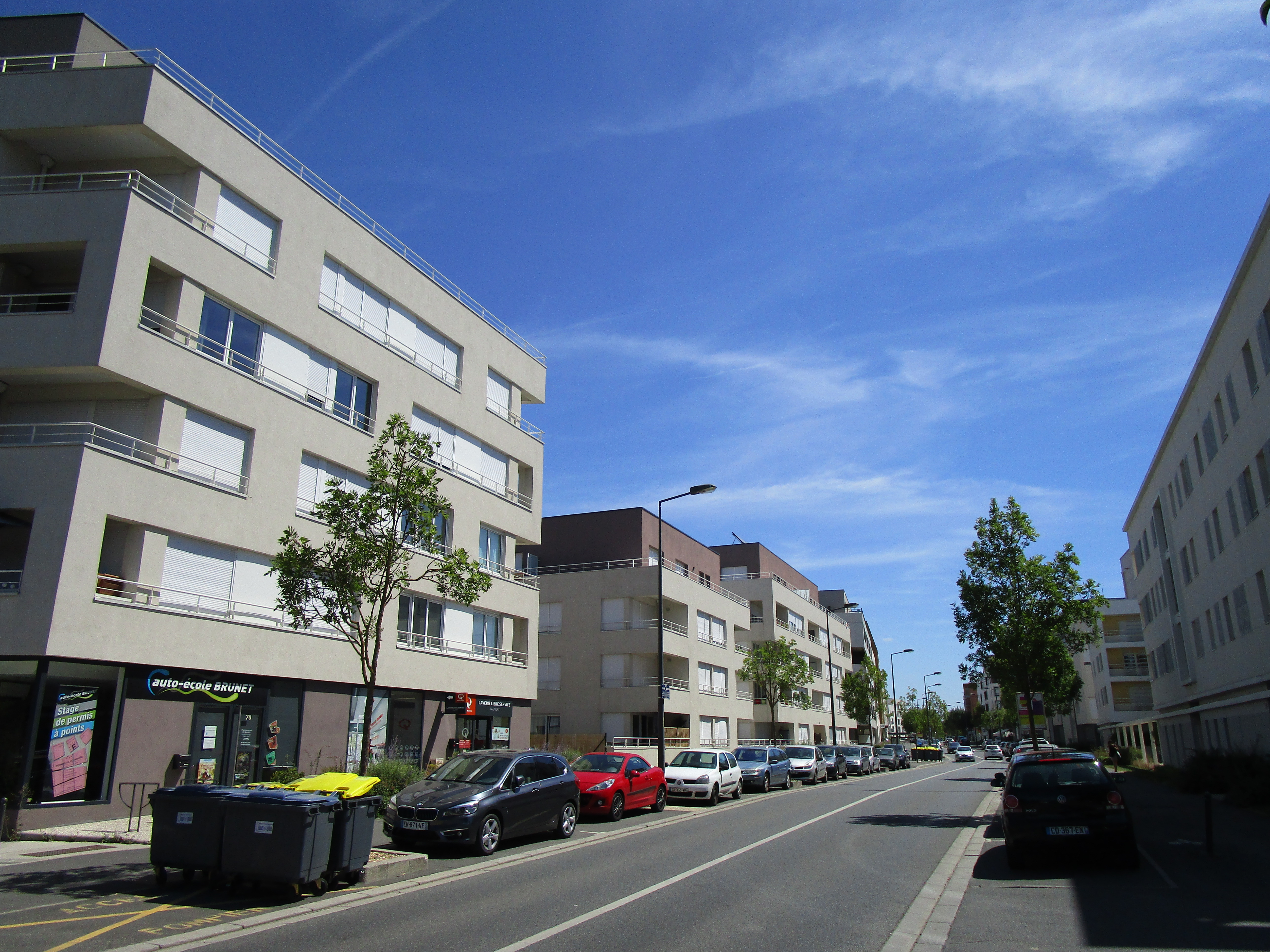
Vue de la rue Denis-Mayer, avec à gauche la résidence Soléo.
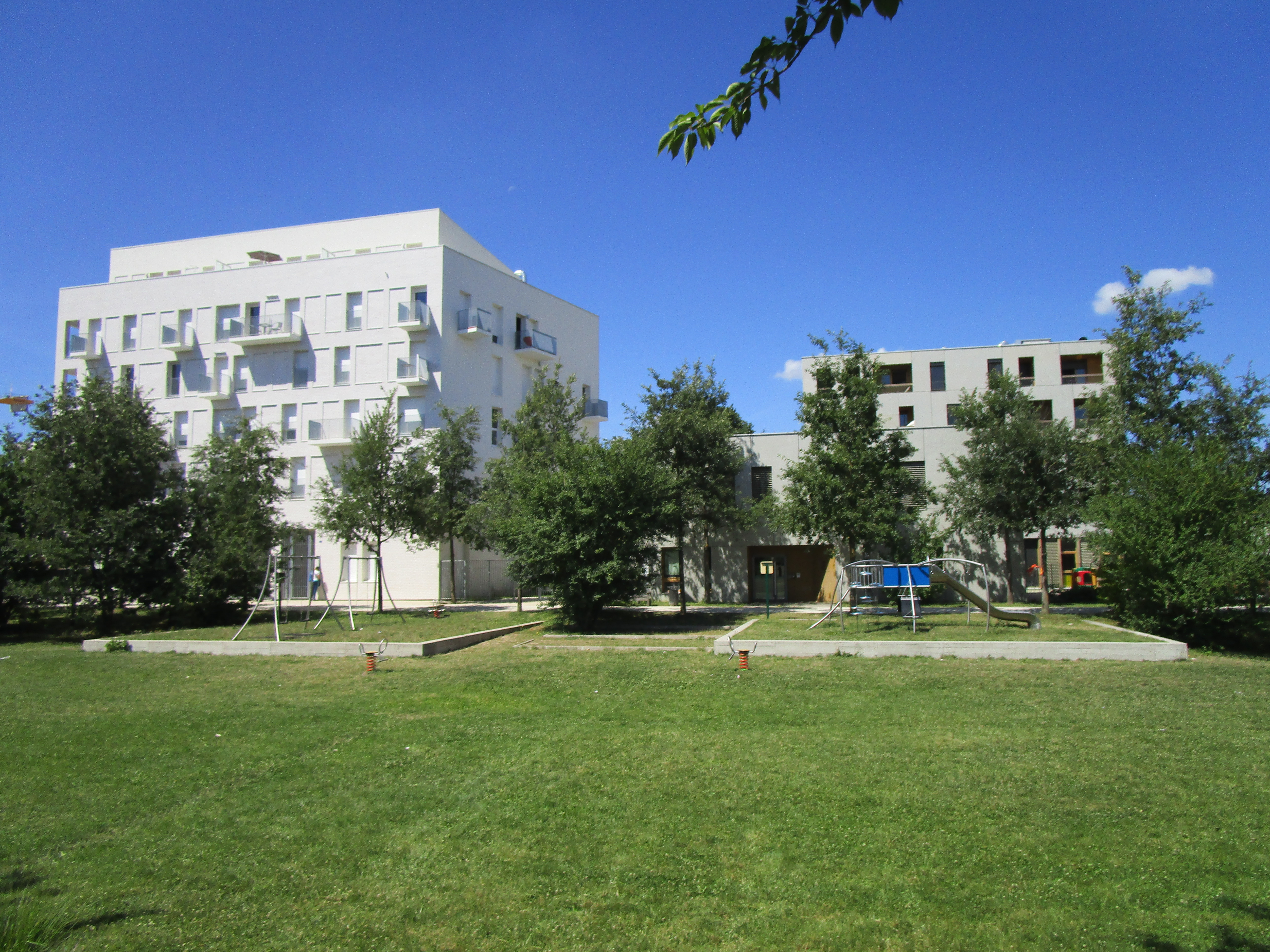
Jardin de la Grenouillère.
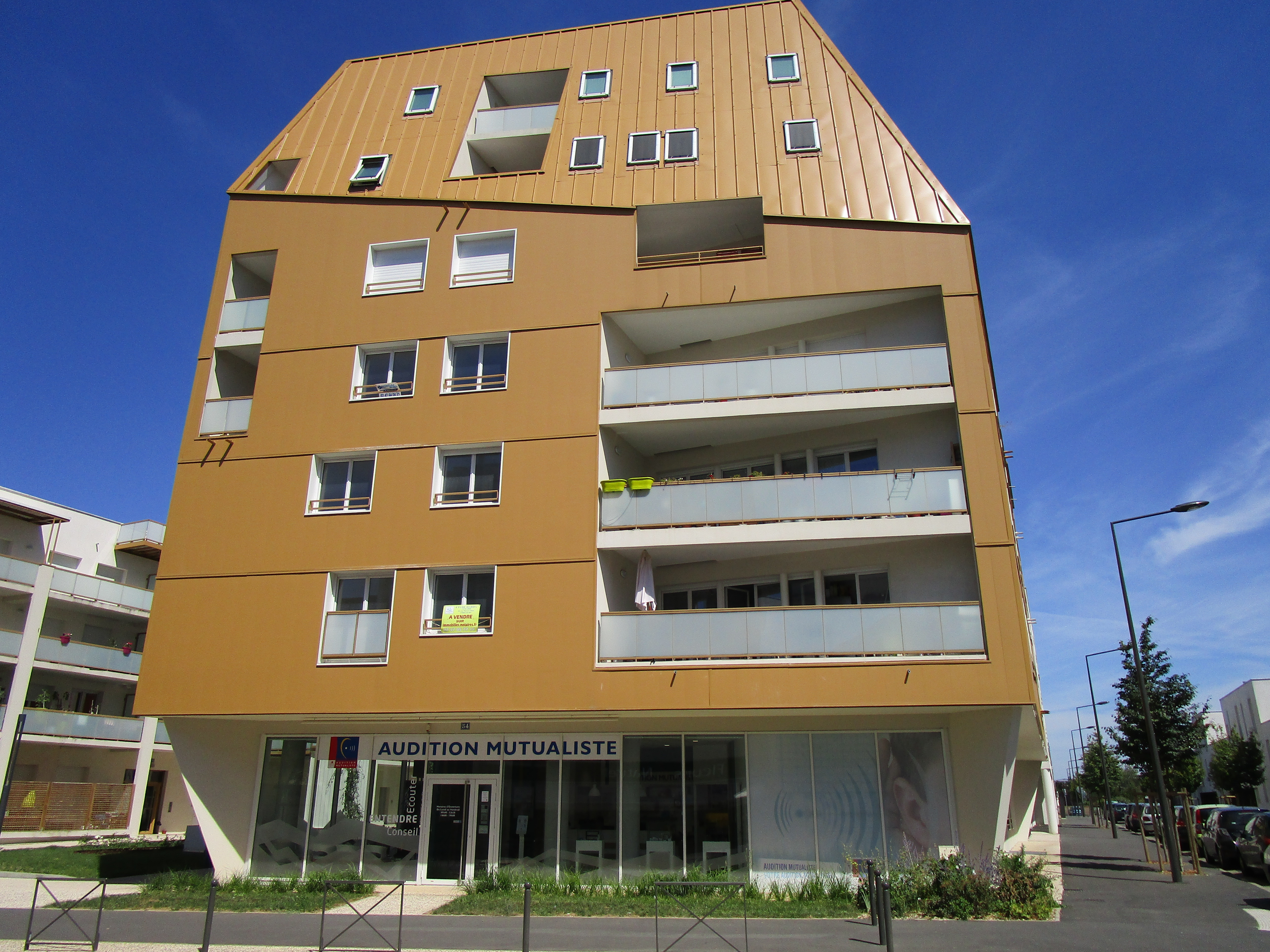
Un bâtiment de la résidence Cristalium.
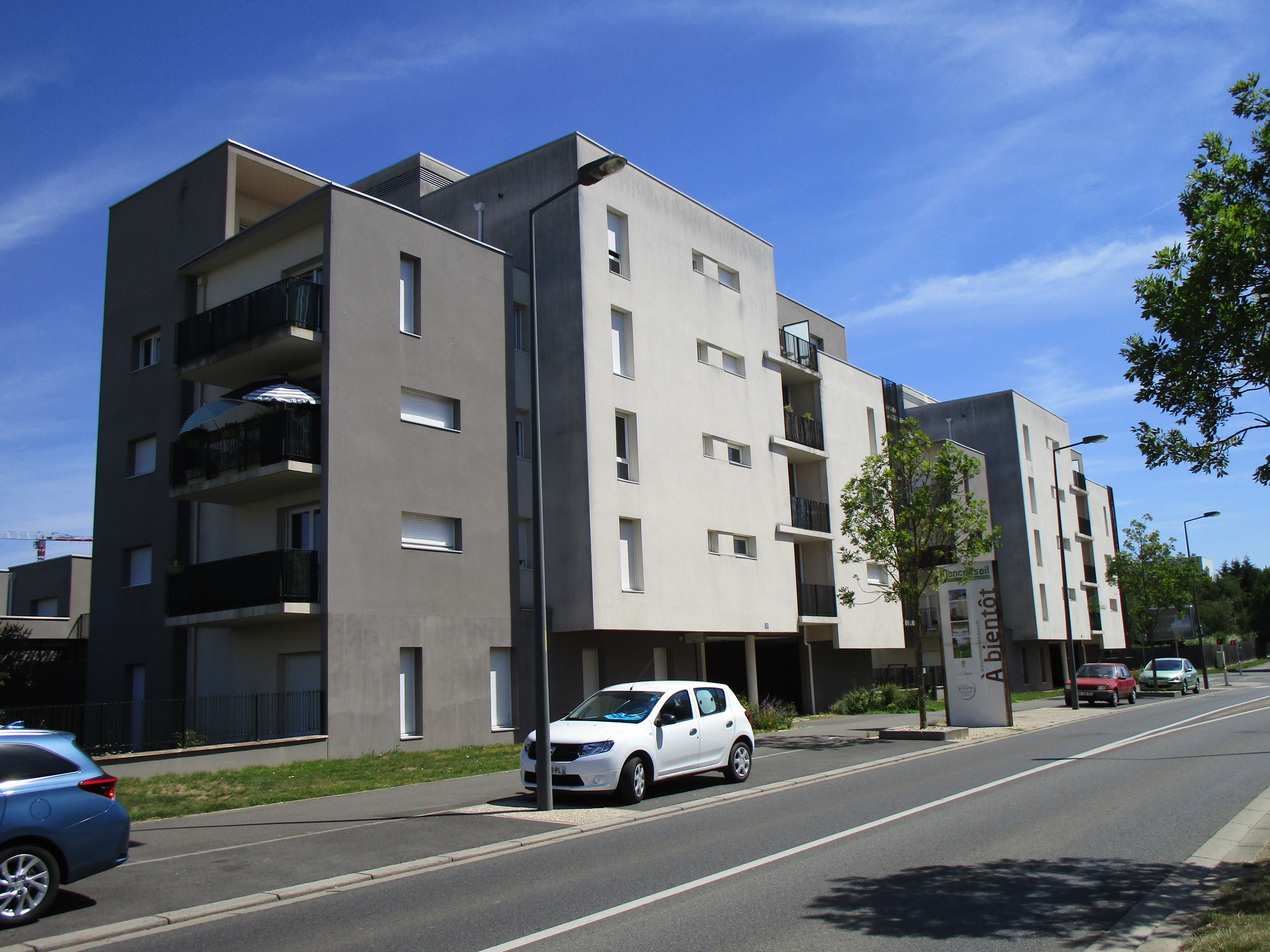
Résidence sociale Daniel Mayer.
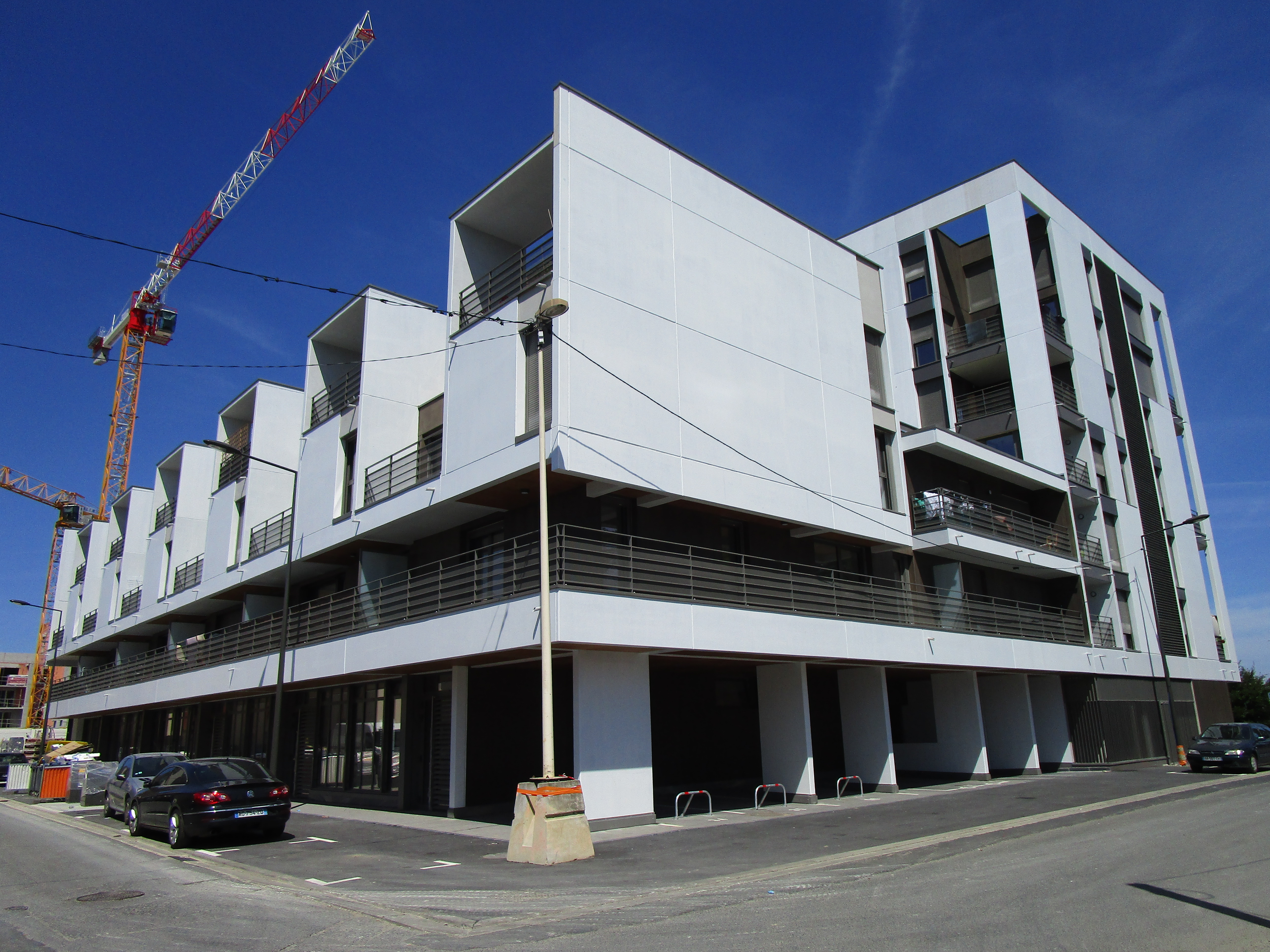
Résidence de logements sociaux Clément Marot.
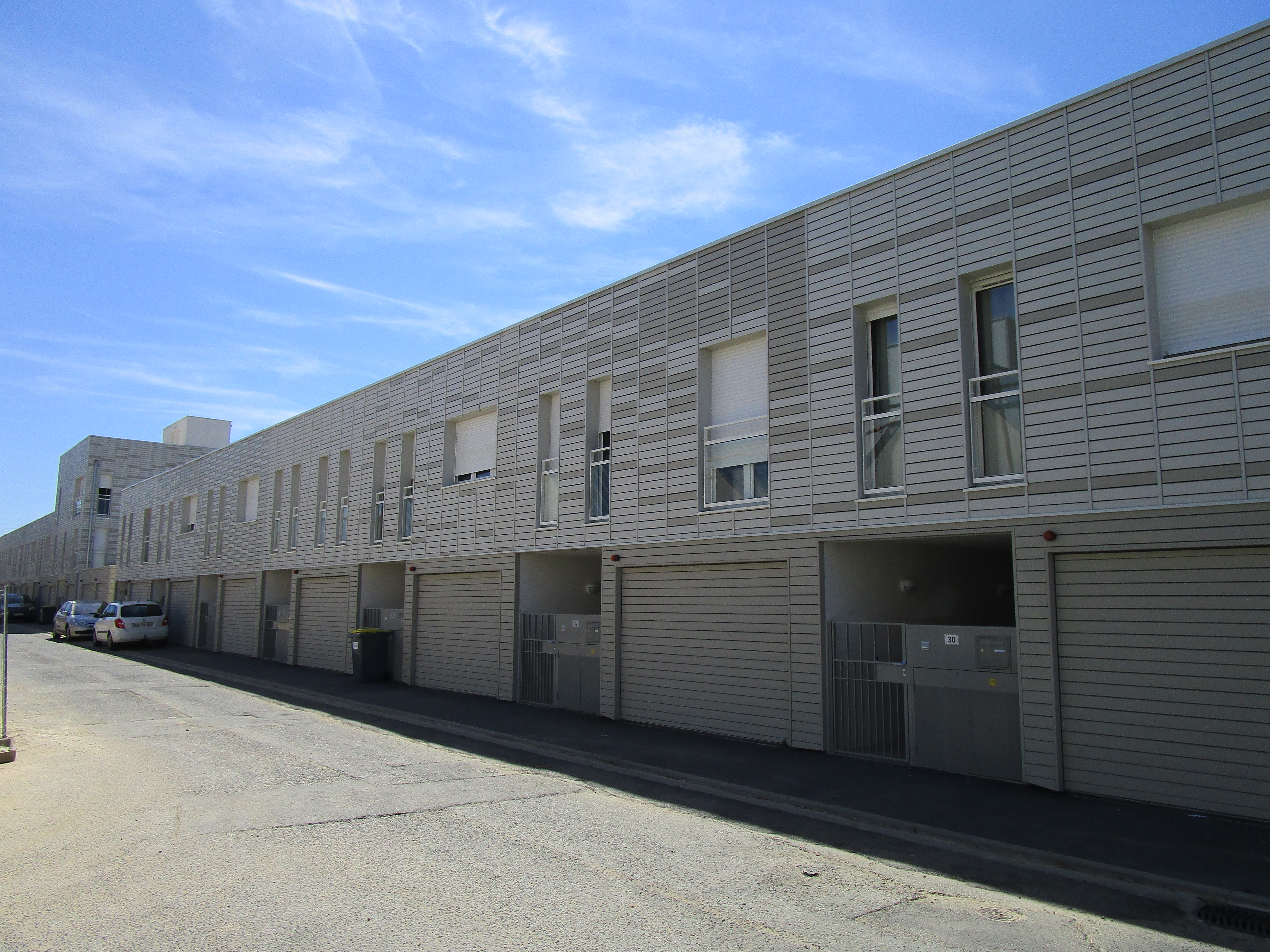
Maisons individuelles à ossature en bois.
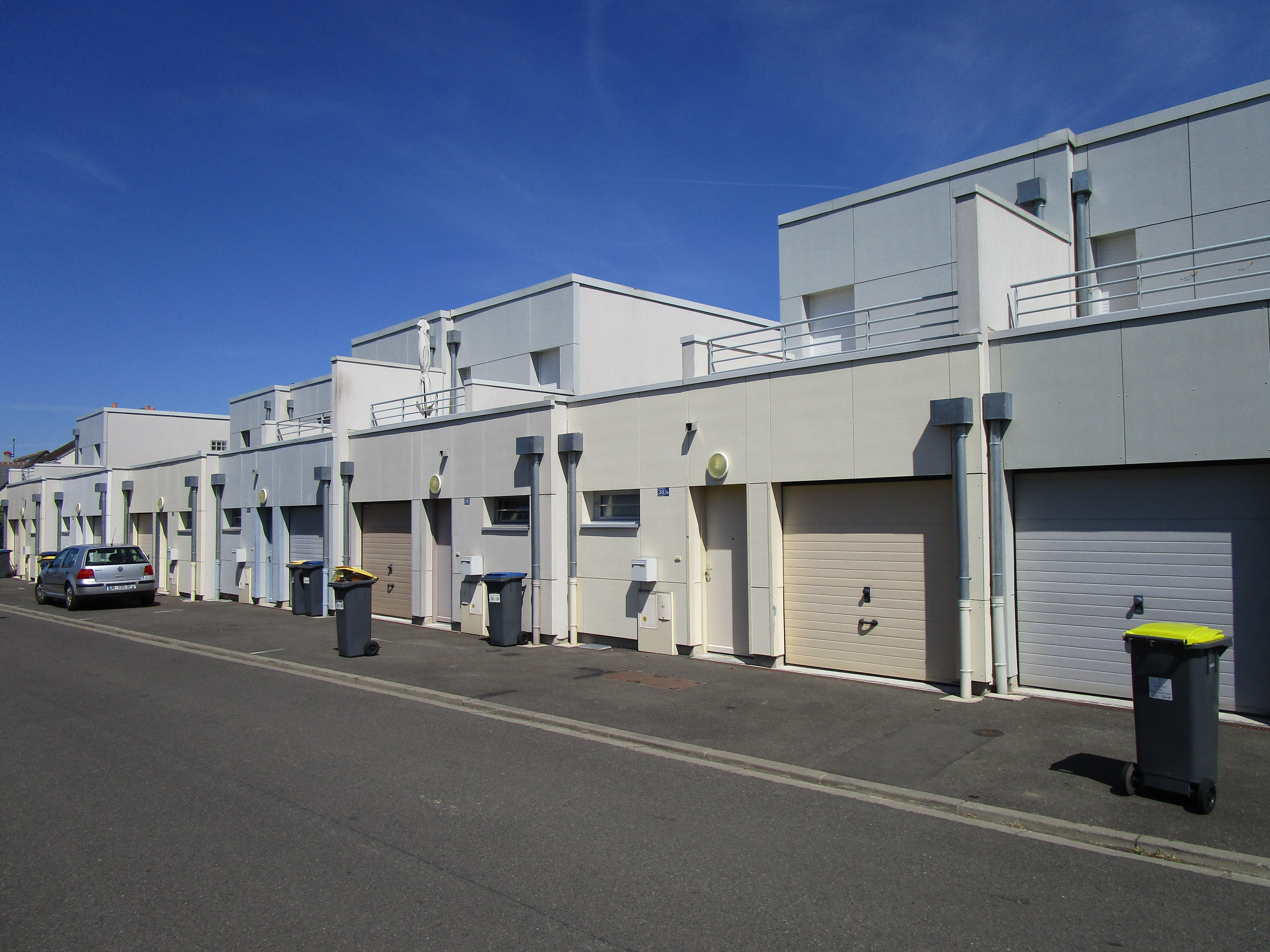
Maisons individuelles de la résidence François-Villon